# Zoe Zautzina
Zoe Zautzina (m. mayo de 899) fue la segunda esposa de León VI el Sabio. Fue hija de Estiliano Zautzes, un aristócrata de alto rango durante el reinado de su marido.

## Amante real
El Teófanes Continuatus fue una continuación de la crónica de Teófanes el Confesor realizada por otros escritores activos durante el reinado de Constantino VII. Según estas crónicas, Zoe se habría casado primero con Teodoro Gouniatzizes, un miembro oscuro de la corte bizantina. Zoe se habría convertido en la amante del emperador tras la muerte de su marido. Teófanes registra que Teodoro pudo ser envenenado, y que implicaba a Leon VI en su temprana muerte. Simón Metafraste registra que León se enamoró de ella en el tercer año de su reinado, colocando su encuentro en torno a 889. Por aquel entonces, León se habría casado con Teófano, hija de Constantino Martiniakos en un matrimonio arreglado por su padre Basilio I. Tuvieron una hija, pero el matrimonio de León VI y Teófano parece haber sido sin amor.

## Consorte real
En el séptimo año de su reinado (c. 893), Teófano se retiró a un monasterio en el barrio de Blanquerna de Constantinopla; su devoción por la iglesia parece haber sido una constante durante toda su vida. Si este retiro fue voluntario o no, no queda plenamente aclarado ni por Teófanes ni por Simeón. Zoe la sustituirá en el palacio y la vida cortesana. Hay una contradicción particular acerca de su situación entre 893 y 897. Según Simeón, el matrimonio de León VI y Teófano fue oficialmente anulado, lo que permitiría a León y Zoe casarse ese mismo año. Por otra parte, según Teófanes, el matrimonio original seguía siendo válido y Zoe se mantuvo como la amante del rey. Ambos están de acuerdo sin embargo, en que el padre de Zoe, Estiliano Zautzes llegó a la cima de la jerarquía del palacio y se le concedió el título de Basileopator ("padre del emperador"), que mantuvo hasta su muerte en 896. Teófano murió en su monasterio el 10 de noviembre de 897. Según Teófanes, León y Zoe procedieron a casarse en este punto. Tanto Simeón como Teófanes están de acuerdo en que Zoe fue coronada Augusta solo tras la muerte de su predecesora.

## Muerte
Zoe murió en 899. De acuerdo con el De Ceremoniis de Constantino VII, había dado a luz a por lo menos dos hijas. Simeón registra que fue enterrada en el templo de su tocaya Santa Zoe. Sin embargo De Ceremoniis menciona que la enterraron en la Iglesia de los Santos Apóstoles, donde León VI, Teófano y su tercera esposa Eudoxia Baiana también fueron enterrados. Proporcionando que ambas referencias son exactas, sus restos fueron trasladados desde el lugar de entierro original a la de su marido.

## Hijos
Según De Ceremoniis de Constantino VII, León VI y Zoe tuvieron al menos dos hijas. Sin embargo, diferentes copias del texto dan dos nombres diferentes para la segunda:
- Ana. Se cree que murió joven. Enterrada junto con su padre y su madre en la Iglesia de los Santos Apóstoles.[6]
- Ana o Eudoxia. Eudoxia es el nombre de la única hija de León I y Teófano mientras que Ana era el nombre de la primera hija de León VI y Zoe. En cualquier caso, posiblemente recibió este nombre cuando ya su hermana o medio hermana había muerto.[7]

Una carta atribuida a Nicolás I el Místico por Christian Settipani menciona negociaciones para prometer a la segunda hija con Luis III el Ciego. Si las negociaciones terminaron o no y si el matrimonio llegó a ocurrir es algo que se desconoce. Sin embargo, Settipani y otros genealogistas consideran que Carlos Constantino de Vienne es el resultado de este matrimonio.